# 萝卜田乡
罗卜田乡，是中华人民共和国湖南省怀化市芷江侗族自治县下辖的一个乡镇级行政单位。

## 行政区划
罗卜田乡下辖以下地区：
罗卜田村、木田冲村、半冲村、早子山村、马坡村、冬瓜坡村、新店村、兴无村和沙田坡村。